# الستون
الستون (به انگلیسی: Allston) یک منطقهٔ مسکونی در ایالات متحده آمریکا است که در ماساچوست واقع شده‌است.